# Zanko Lawrenow

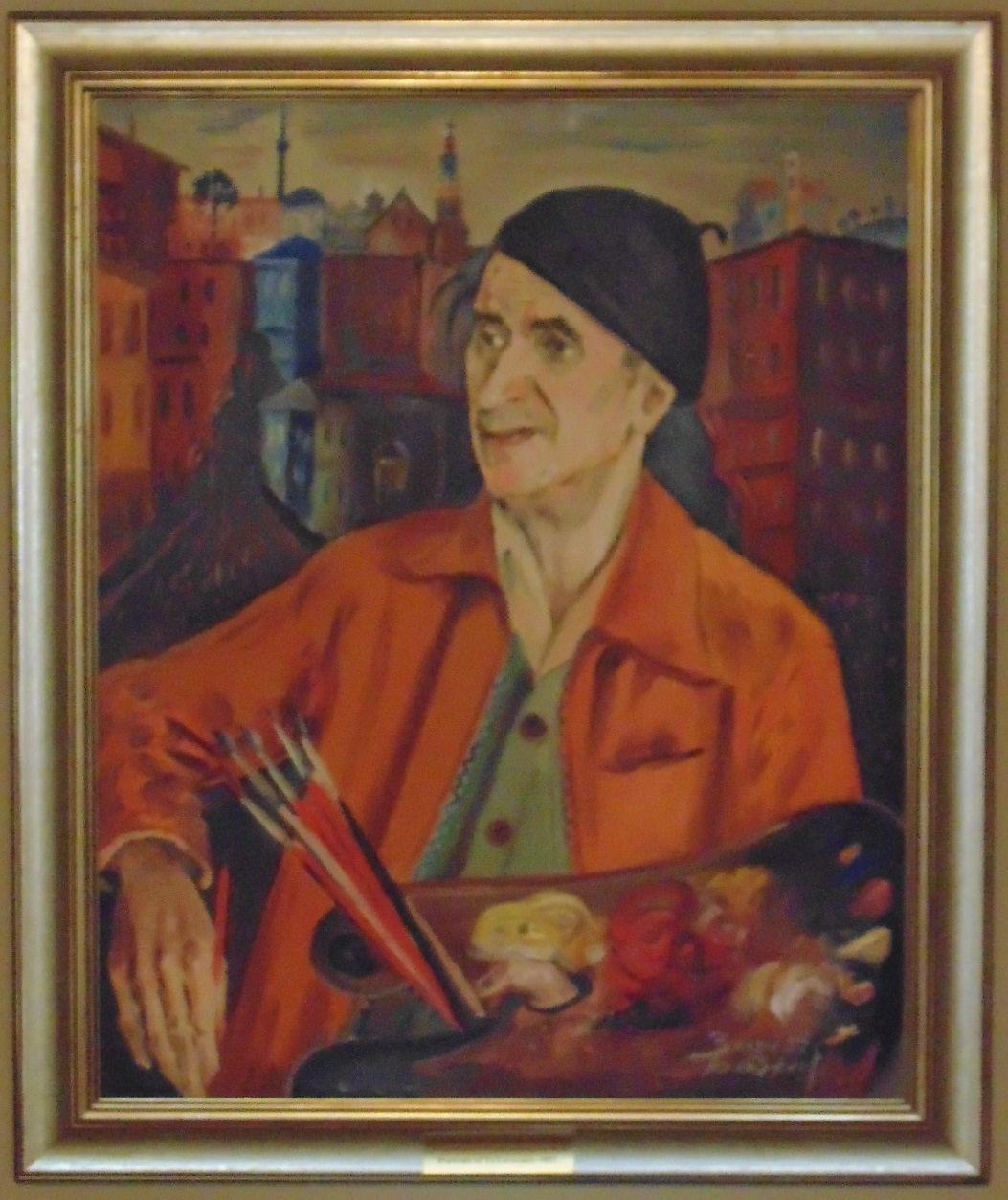
Lawrenow zeigendes Porträt

Zanko Iwanow Lawrenow (bulgarisch Цанко Иванов Лавренов; * 24. November 1896 in Plowdiw; † 18. Oktober 1978 in Sofia) war ein bulgarischer Maler.

## Leben
Das Malen erlernte Lawrenow als Autodidakt. In seinen Werken setzte er die Malereitradition der Bulgarischen Wiedergeburt fort. Seine Motive zeigen häufig historische Bauten und Städte Bulgariens, wie in seinem Klosterzyklus, oder befassen sich mit sozialen bzw. historischen Themen. Darüber hinaus setzte er sich mit der sozialistischen Gesellschaft Bulgariens auseinander. Auch Gebirgsansichten wurden von ihm geschaffen.
Lawrenow war außerdem als Kunstwissenschaftler und Kunstkritiker tätig.
Er wurde als Held der Sozialistischen Arbeit, mit dem Orden Georgi Dimitrow und dem Dimitroffpreis ausgezeichnet. In Plowdiw wurde eine Straße nach ihm benannt. Entsprechendes gilt seit 2008 für den Lavrenov Point, eine Landspitze von Robert Island in der Antarktis.

## Werke
- Klöster der Halbinsel Athos, 1937, 1940, 1942, 1956
- Plowdiw, 1938, 1946
- Rilakloster, 1942, 1950
- Der rote Reiter, 1944
- Weliko Tarnowo, 1946
- Wesselin Staikow, Monographie, 1956
- Verklärung-Christi-Kloster, 1957